# Darling (logiciel)
Pour les articles homonymes, voir Darling.
Darling est une couche de compatibilité libre et open-source, comme WINE. Il reprend les fonctions de MacOS en fournissant des implémentations alternatives des bibliothèques et frameworks pour les appels système des programmes MacOS. Cette méthode de reproduction diffère des autres méthodes qui pourraient également être considéré comme l'émulation, où les programmes MacOS s'exécutent dans une machine virtuelle.
Le projet a démarré à l'été 2012 et s'appuie sur un précédent projet, nommé maloader, interrompu en raison d'un manque de temps. Le développeur teste des applications, tels que Midnight commander ou le décompresseur d'archive sur la couche de compatibilité. Jusqu'à présent, la couche est capable de s'exécuter avec de nombreuses applications en mode console et des applications simples avec l'interface graphique.
Le projet s'appuie sur GNUstep pour la mise en œuvre de certains frameworks et fournit des adaptateurs communs aux bibliothèques GNU/Linux afin de réutiliser autant que possible du code open source existant.
Le projet envisage dans le futur de supporter également les application iOS.
Darling est une combinaison de « Darwin » et « Linux » ; Darwin étant le nom du noyau de MacOS X.